# Rudder Point
Der Rudder Point (englisch für Ruderspitze) ist eine hoch aufragende Landspitze am südöstlichen Ausläufer von Leskov Island im Archipel der Südlichen Sandwichinseln. Sie markiert südlich die Einfahrt zur Kraterbucht. 
Das UK Antarctic Place-Names Committee benannte die Landspitze nach ihrer Ähnlichkeit mit einem Schiffsruder.